# Jack Hoobin
John "Jack" Hoobin (Dagenham, Gran Londres, 23 de juny del 1927 - Sydney, 10 de juny del 2000) va ser un ciclista australià. Com amateur va participar en tres proves dels Jocs Olímpics de 1948 i va guanyar el Campionat del món en ruta de 1950.

## Palmarès
- 1950
  -  Campió del Món amateur en ruta